# A列車9
《A列車9》是在2010年2月11日，由Artdink發售的遊戲軟件。
2010年10月8日，發售了，同日開始販售本體同捆版。
2011年3月11日，因為日本發生大地震，臺灣中文版在日本原廠的軟體測試無法繼續進行，已經延後過一次的發售日期再度延誤。
2011年8月27日，由光譜資訊所代理的繁體中文版正式推出。
2012年12月7日，發售「A列車9 v.2.0專業版」(日語：A列車で行こう9 Version2.0 プロフェッショナル)。同日也發售了攻略本。
2014年6月27日，發售「A列車9 v.3.0高级版」(日語：A列車で行こう9 Version3.0 プレミアム)。.   [2014-05-17]. （原始内容存档于2019-09-19）.
2015年6月19日，發售「A列車9 v.4.0大師版」(日語：A列車で行こう9 Version4.0 マスターズ)。
2015年10月23日，發售「A列車9 JR東海擴充包」(日語：A列車で行こう9 JR東海パック （页面存档备份，存于）)。
2018年9月6日，發售「A列車9 v.5.0最終版」(日語：Ａ列車で行こう9 Version5.0 ファイナル （页面存档备份，存于）)。

## 概要
這是A列車系列第17作。比起以往的系列作，本作有著強大的3D繪圖，使製作出的地圖更有真實感。正因如此，要求的配備也相對地更高級。
本作中列車的最大車輛數從七輛提升至十輛，v5.0可透過列車連結功能將部分列車長度上調為二十輛，建物及車輛大小調為真實比例,增加「公車」及可如鐵道般指定高度的道路，並於v4.0新增自小客車，此外月台長度也由固定的五／七長度改為從三～十隨意設定，v5.0更新檔發布後，月台長度上限增為二十節。

## 缺點
1.平交道搭建不易，僅限於直角相交且與路口有距離限制
2.道路設計死板，無法設計多線道，圓環，大型路口，單行道，環形匝道等特殊道路
3.台灣版只有ARTDINK所做的虛擬車輛 ，這是由於光譜資訊並未購買日本車輛的授權。
4.台灣並未跟隨日本更新。